# RV Racing Sport
El RV Racing Sport, o RV Competición, es una escudería de automovilismo argentina fundada en 1999. Su fundador y director es Roberto Valle, un empresario de la provincia del Chubut aficionado al automovilismo.

## Historia

### Inicios
Los inicios de esta escudería tuvieron lugar en la categoría zonal TC Patagónico, donde se obtendría el título del año 2000 junto a Roberto Abdala. A su vez, su debut a nivel nacional fue en 2003 en la Copa Mégane, categoría telonera del TC2000, con Roberto Abdala, Alejandro Conti y Guillermo Valle, hijo de Roberto, de pilotos. A esta última categoría llegaría en 2004 gracias al apoyo brindado por el equipo Berta Motorsport, compitiendo hasta el año 2006 con pilotos como Fabián Flaqué, Emanuel Moriatis o Lucas Benamo con unidades Ford Focus.

### Top Race y primera etapa en Turismo Carretera
En 2007 debutó en Top Race V6 con Guillermo Valle y Fabián Flaqué. Luego obtuvo dos subcampeonatos (2008 y 2009) de la mano de Juan Manuel Silva. En 2009, la nueva modalidad de definición implementada por la categoría, le permite a Silva triunfar en las etapas de Invierno y Primavera, y ser segundo en la etapa de Otoño. A pesar de ello, nuevamente el equipo se quedaría con el subcampeonato, al no poder doblegar al eventual campeón José María López en la etapa definitoria. A su vez, ese mismo año se iniciaría un ambicioso proyecto para competir en el Turismo Carretera, acompañando a Juan Manuel Silva, quien se presentaba tras su polémica salida de la escudería JP Racing. El piloto finalizó décimo en el campeonato.
En 2010, el equipo decide agrandarse poniendo tres automóviles en pista. Contratan el joven piloto Matías Rodríguez y luego a Esteban Tuero, pero al mismo tiempo sufren su baja más sensible: el alejamiento de Juan Manuel Silva a falta del cierre de temporada. Este alejamiento también tuvo lugar en el Turismo Carretera, donde Silva pasaría a competir en la escudería HAZ Racing Team. Mientras esto sucedía, el equipo ya había encontrado un rápido reemplazo en el TRV6, Omar Martínez, y decidió dar por terminado el proyecto iniciado en TC. Al mismo tiempo, la escudería recibe las incorporaciones de Néstor Girolami y de Damián Fineschi, quién reemplazó a Tuero luego de la segunda fecha.

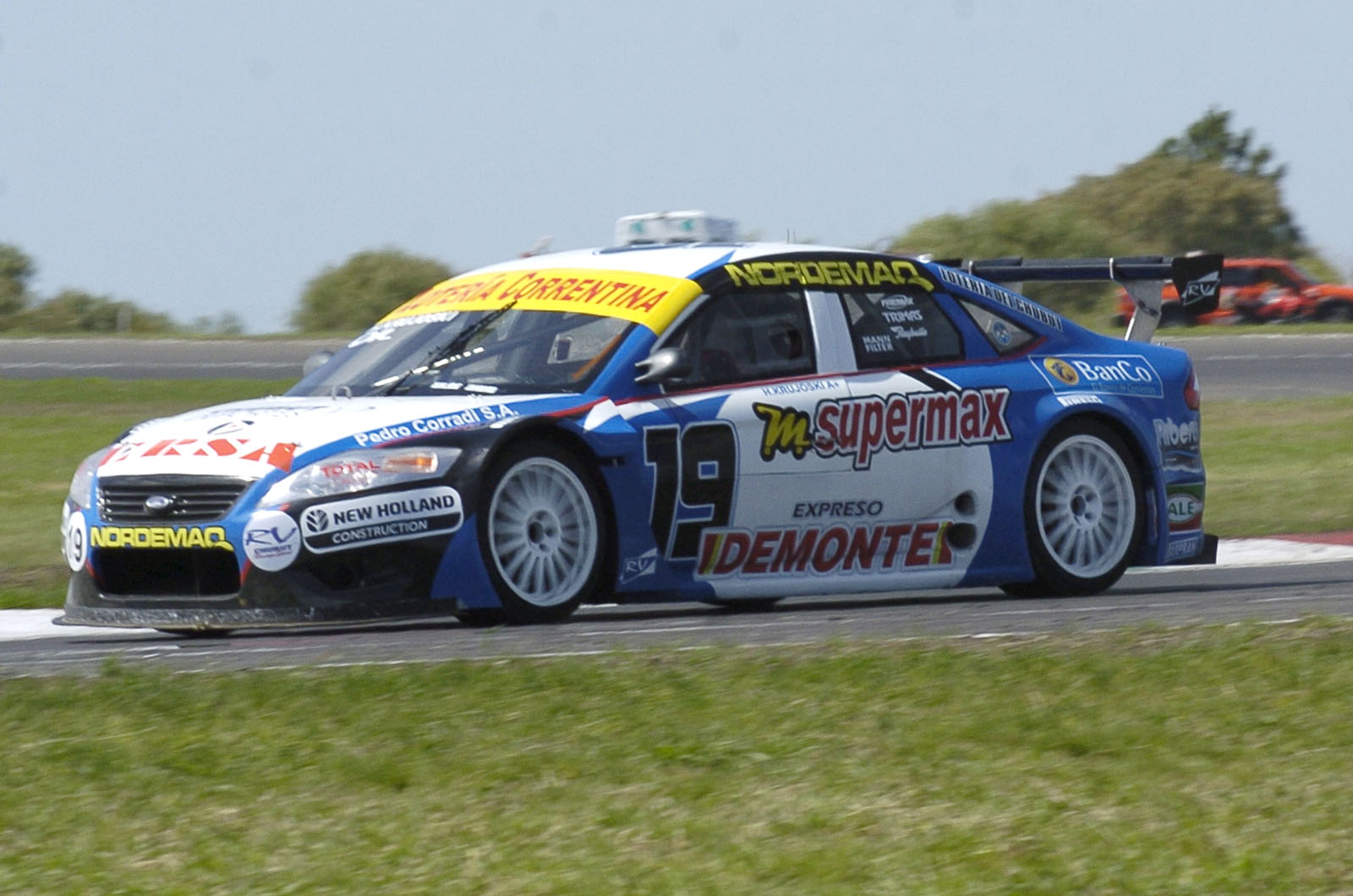
Ford Mondeo de Humberto Krujoski, año 2011.

El equipo vuelve al TC al año siguiente junto a Emanuel Moriatis y a Gustavo Micheloud en el TC Pista. Al mismo tiempo, el equipo de Top Race se reorganiza manteniendo a Ivo Perabó y Girolami en el TRV6 e incorporando a Micheloud y Humberto Krujoski en algunas carreras, produciendosé además la partida de Martínez. El equipo RV logra finalmente en 2012 su primer título a nivel nacional, al proclamarse Humberto Krujoski como campeón de la Top Race Series. Cuatro años después, sería Lucas Valle, hijo de Roberto, el encargado de revalidar ese título. A su vez, la escudería haría escala en otras categorías como el TC Pista y el Turismo Nacional.
Tras dejar el TC en 2012, el RV continuó compitiendo en Top Race V6. Al año siguiente volvió al equipo Juan Manuel Silva, quien termina tercero en el campeonato. Posteriormente, Humberto Krujoski se convertiría en su principal piloto en la categoría. En 2017, los hermanos Lucas y Maximiliano Valle fueron sus pilotos, antes de que Silva ocupara el asiento de Maximiliano. El equipo abandonó la categoría una fecha antes del cierre de la temporada por disconformidades con la organización.

### Reactivación del equipo
Entre 2018 y 2022, el RV no participó en ningún campeonato como tal, aunque siguió trabajando en las categorías de la ACTC bajo el techo del JP Carrera. En 2023, la escudería se asoció con Honda e YPF para competir en TC2000 bajo el nombre de «YPF Honda RV Racing», siendo el nuevo equipo oficial de la marca japonesa en la categoría. Bernardo Llaver y Facundo Ardusso son sus principales pilotos. En 2024, el equipo planea volver a competir oficialmente en Turismo Carretera y TC Pick Up, entre otras categorías de la ACTC.